# ميكي إريكسون
ميكي إريكسون (بالإنجليزية: Mickey Erickson)‏ هو لاعب كرة قدم أمريكية أمريكي، ولد في 16 مايو 1905 في كامبريدج في الولايات المتحدة، وتوفي في 1984 في فينيكس في الولايات المتحدة.

## وصلات خارجية
- ميكي إريكسون على موقع مرجع كرة القدم المحترفة.كوم (الإنجليزية)